# I liga paragwajska w piłce nożnej (1947)
Mistrzem Paragwaju został klub Club Olimpia, natomiast wicemistrzem Paragwaju został klub Club Guaraní.
Mistrzostwa rozegrano systemem każdy z każdym mecz i rewanż. Najlepszy w tabeli klub został mistrzem Paragwaju.
Z ligi nikt nie spadł i nikt do niej nie awansował.

## Primera División

### Kolejka 17
| Mecz                                                                                               |
| -------------------------------------------------------------------------------------------------- |
| Club Guaraní - Club Sol de América 12:4 nie jest pewne, czy mecz ten rozegrany został w 17 kolejce |
| Club Olimpia - Club Guaraní 3:0 nie jest pewne, czy mecz ten rozegrany został w 17 kolejce         |

### Kolejka 18
| Mecz                             |
| -------------------------------- |
| Cerro Porteño - Club Olimpia 3:2 |

### Tabela końcowa sezonu 1947
| Poz | Klub                  | Mecze | Punkty |
| --- | --------------------- | ----- | ------ |
| 1   | Club Olimpia          | 18    | 26     |
| 2   | Club Guaraní          | 18    | 24     |
| 3   | Club Nacional         | 18    | 23     |
| 4   | Cerro Porteño         | 18    | 21     |
| 5   | Club River Plate      | 18    | 18     |
| 6   | Atlántida SC          | 18    | 17     |
| 7   | Sportivo Luqueño      | 18    | 16     |
| 8   | Club Sol de América   | 18    | 15     |
| 9   | Club Libertad         | 18    | 12     |
| 10  | Club Presidente Hayes | 18    | 8      |

## Klasyfikacja strzelców w sezonie 1947
| Gole | Piłkarz        | Klub         |
| ---- | -------------- | ------------ |
| 27   | Leocadio Marín | Club Olimpia |